# Hotel No Monkey Business
Hotel No Monkey Business är en vinyl-EP med hiphopgruppen Retarderat Eleverade som släpptes år 2000 på skivbolaget No Monkey Business Entertainment.

## Låtlista
| Låtnamn                                             | Producent | Längd |
| --------------------------------------------------- | --------- | ----- |
| A1. Intro (Från Vart??!!) (Med Leo & PST/Q)         | DJ Large  | 01:22 |
| A2. Hotel No Monkey Business                        | DJ Large  | 05:02 |
| A3. Tvättäkta Fonken                                | DJ Large  | 04:23 |
| B1. Tyst!!!                                         | DJ Large  | 04:56 |
| B2. Mobbade Barn Med Automatvapen (Med Leo & PST/Q) | DJ Large  | 05:44 |
| B3. Hotel No Monkey Business (Instrumental)         | DJ Large  | 00:49 |
| B4. Tvättäkta Fonken (Instrumental)                 | DJ Large  | 01:34 |
| B5. Tyst!!! (Instrumental)                          | DJ Large  | 01:16 |
| B6. Mobbade Barn Med Automatvapen (Instrumental)    | DJ Large  | 01:07 |